# Портрет И. П. Павлова
Портрет И. П. Павлова — картина Михаила Васильевича Нестерова, написанная в сентябре 1935 года. В 1941 году за создание этого портрета художник получил Сталинскую премию.
К моменту создания портрета М. В. Нестеров был уже известным и немолодым художником. Многие годы своей жизни художник посвятил росписи храмов, а также живописи на религиозные темы. В послереволюционный период в новых условиях существования творческие усилия художника сосредотачиваются на портретной живописи. В 1930-е годы художник, несмотря на возраст, переживает новый творческий подъём создавая серию портретов, являющуюся одними из лучших его работ. Художник, как правило, не делал заказных портретов, работая только с близкими и хорошо знакомыми людьми. Его интересовали творческие люди, изображенные в активном действии. В этом стремлении художник был не одинок, такой подход был характерен для поэтики советской портретной живописи этих лет. Для многих работ этого времени характерен показ творческой активности героя произведения, что проявляется прежде всего в действенности композиционного решения. Погрудный портрет уступает место портрету-фигуре, в которой значение играют не только выражение лица, но и поза, жест, окружение. Это качество портрета в полной мере воплотилось в работах М. В. Нестерова. В капитальном труде Всеобщая история искусств об этом написано так: «Образ деятельного, энергичного человека, человека богатого душевного мира и благородства — вот идеал, к которому стремились портретисты этого времени. С наибольшей глубиной этот идеал был воплощён в произведениях М. В. Нестерова».
Нестеровым было написано два портрета академика Павлова, в 1930 и 1935 годах. Первый хранится в Русском музее, второй стал одной из лучших работ в коллекции Третьяковской галереи.
Академик Павлов, прославленный физиолог, лауреат Нобелевской премии, в отличие от других персонажей созданных тогда портретов, не был знаком художнику. Близкие М. В. Нестерова долго уговаривали его написать этот портрет, а он сопротивлялся, так как с одной стороны не считал себя портретистом, а с другой стороны не видел ничего привлекательного для себя в том образе ученого, который складывался под влиянием известных фотографий. Наконец уговоры достигли цели, было получено и согласие академика. В 1930 году художник приехал для работы над портретом в Ленинград, точнее в посёлок биологической станции в Колтушах, где и состоялось их знакомство. Художнику было тогда 68 лет, а академику 81 год. Художник писал, что с первой встречи его мнение о ученом совершенно изменилось. Темперамент и энергия академика вызвали в художнике желание работать, запечатлеть образ этого человека. Созданный тогда портрет представляет академика читающим на веранде на фоне окна. Светлые тона зелени оживляют картину, но в целом композиция статична. Несмотря на одобрение учёного и окружающих художник был не удовлетворен портретом. Однако с этого времени между ним и Павловым возникли близкие дружеские отношения и приезжая в Ленинград художник жил у Павлова, в его доме в Колтушах.
После 1930 года М. В. Нестеров создал ряд очень удачных по динамичной композиции портретов, в том числе в 1935 году портрет хирурга С. С. Юдина. На фоне этих творческих успехов видимо и возникло желание написать новый портрет академика Павлова. Как и в первый раз, художник работал и жил в доме академика. В своих письмах он говорит о том что работает с большим энтузиазмом, при этом в письме своему врачу Е. П. Разумовой (3.09.1935) пишет что работает не более 4-5 часов в день, а в письме художнику П. Д. Корину (9.09.1935) пишет, что работает по от 5 до 8 часов ежедневно, хотя врач советовал ему работать не более двух часов. В том же письме он пишет, что ему страшно представить работу на общий суд. Академик позировал с утра около 2 часов. Во время сеансов он беседовал с одним из своих сотрудников, что было видимо необходимо для создания правильного образа. Сначала была написана фигура академика, затем был сделан этюд фона и далее за один приём в течение 8 часов работы был написан фон. 14 сентября он пишет жене в Москву, что работа готова и 20 сентября он выедет в Москву, просит встретить и в частности говорит о подрамнике и раме для картины, которые уже должны изготовить в мастерской Третьяковской галерее.
Академик Павлов изображен с вытянутыми вперёд руками, сжатыми в кулаки. Этот жест, связанный с внутренней сосредоточенностью и напряженной работой мысли, был характерен для ученого, тем не менее Нестеров долго сомневался в отношении этого жеста, что известно из воспоминаний близких. В итоге он все же стал доминантой, определившей вытянутую по горизонтали композицию. На втором плане за окном видны строения биологической станции, материальное воплощение трудов академика.
Портрет получил одну из первых Сталинских премий в области искусства в 1941 году. Денежное вознаграждение составляло 100 тысяч рублей и выплачивалось за счёт личных средств И. В. Сталина, которые он получал как гонорары за издание книг. Премия была знаком официального признания данного направления реалистической живописи, как одного из жанров социалистического реализма. Видимо, какое-то знаковое значение для официальной идеологии было в том, что и автор и портретируемый были видными представителями дореволюционной культуры, нашедшими своё место в новом социалистическом обществе.